# Église Sainte-Marie-Madeleine de la Veda
Pour les articles homonymes, voir église Sainte-Marie-Madeleine.
L'église Sainte-Marie-Madeleine de la Veda est une église romane en ruines située à Sorède, dans le département français des Pyrénées-Orientales.
La chapelle fut construite au XIIe siècle par les moines de Saint André de Sorède, à 800 m, en bordure du chemin qui liait le château d'Ultrera avec celui de Requesens dont les maîtres étaient communs. L'église servait d'hospice aux voyageurs

## Toponymie
Le nom catalan Santa Maria Magdalena de Veda ou Santa Maria Magdalena de Vesa provient du latin. L'église est citée par un document de 1143 par « locum de Vesa, cum capella vel ecclesiae Sanctae Mariae Magdalenae de Vesa » puis en 1322 comme « domus » situé à Veda.
Le mot veda ou vesa provient du verbe latin vetare qui signifie interdire. Il désignait un lieu où il était interdit de chasser et de mener paître des troupeaux. Le mot domus signifie maison. Il désignait souvent des églises, au sens « maison de Dieu ».
L'église est dédiée à Marie de Magdala, une disciple de Jésus qui l'accompagna lors de ses derniers jours et fut, selon les évangiles, la première personne à le voir après sa résurrection.

## Situation

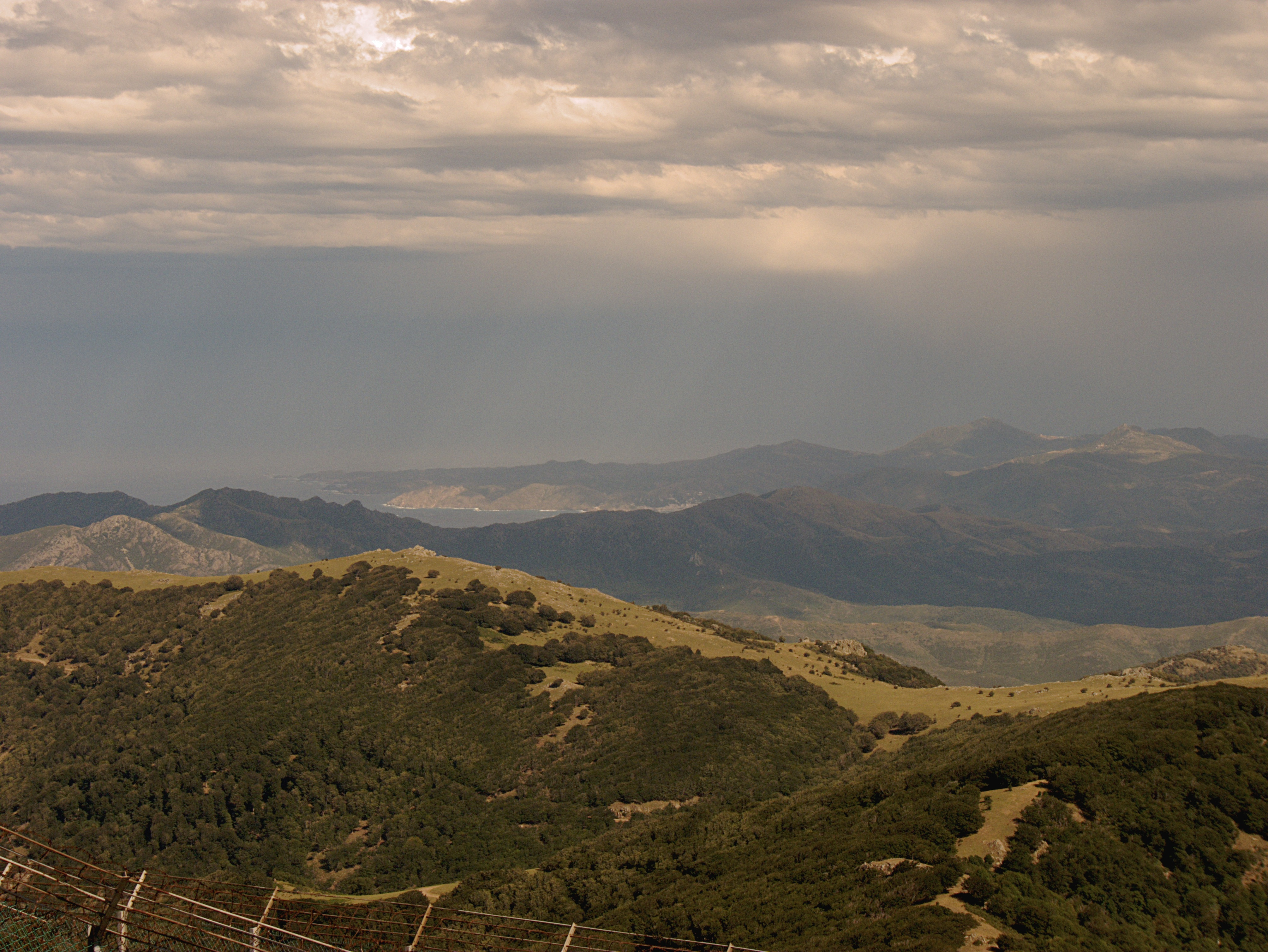
Crêtes surplombant l'église, située à gauche de la photo.

Les ruines de l'église se trouvent dans le massif des Albères, à l'extrémité orientale des Pyrénées, dans le département français des Pyrénées-Orientales et la commune de Sorède, près de la frontière entre l'Espagne et la France. Le lieu, montagneux et boisé, est isolé et difficile d'accès, n'étant desservi par aucune route. Une piste à circulation réglementée passe toutefois à proximité, ainsi qu'un sentier de randonnée balisé. 
Au Moyen Âge les conditions d'accès étaient différentes, la frontière située plus au nord jusqu'en 1659. L'église était située au bord du chemin menant de Sorède et de l'abbaye Saint-André-de-Sorède à Requesens, deux lieux dont les dirigeants avaient autorité de part et d'autre des Albères.

## Histoire
L'église est bâtie au IXe ou Xe siècle. Elle devient possession de l'église Sainte-Marie de l'abbaye Saint-André-de-Sorède en 1143, avec tout le lieu de Veda, par un acte de donation de comte de Roussillon Gausfred III de Roussillon et sa femme Ermengarde. Cette possession, parmi d'autres, est confirmée en 1332.